# Адолф Андерсен
Карл Ернст Адолф Андерсен (Бреслау, 6. јул 1818 — Бреслау, 13. март 1879) је био познати немачки шахиста, један од најславнијих мајстора шаха у 19. веку. Имао је дугу и успешну шаховску каријеру, у своје време сматран је водећим играчем на свету, а познат је по својој блиставој игри и данас.

## Порекло, детињство и младост
Андерсен је рођен у Бреслау, Немачка (данас Вроцлав, Пољска) 1818. Живео је у свом родном граду готово читав живот, заједно са својом мајком и неудатом сестром и никад се није женио. Андерсен је завршио гимназију у Бреслау, а затим је похађао универзитет где је студирао математику и филозофију. Када је дипломирао запослио се у гимназији као инструктор 1847. (са 27 година}}) где је касније постао и професор математике. Андерсен је живео мирним, стабилним, одговорним животом средње класе, од свих поштован. Професија му је била предавање математике, а хоби и страст играње шаха.
Када је Андерсен имао девет година, отац га је научио да игра шах. Андерсон је говорио да је као дечак учио стратегију шаха из књиге Вилијама Луиса Педесет партија између Лабурдонеа и МекДонела (1835). Андерсон није био шаховско чудо; његов напредак био је поступан и промишљен и до 1840, када је имао двадесет две године, још није био надмашио немачке мајсторе као што су били Лудвиг Бледов, фон дер Ласа и Вилхелм Ханштајн.
Андерсен је први пут изазвао пажњу шаховског света када је објавио неколико кратких и занимљивих шаховских проблема 1842. Затим је 1846. постао уредник часописа Schachzeitung (Шаховске новине (касније назване Deutsche Schachzeitung).

## Лондон 1851.
Андерсен је 1848. одиграо меч с професионалним играчем Данијелом Харвицом. После овог меча и већ стечене шаховске репутације, добио је позив да буде представник немачког шаха на првом међународном шаховском турниру у Лондону 1851. Андерсен је нерадо прихватио позив, јер су трошкови путовања надмашивали његова примања. Међутим, Хауард Стонтон је понудио да из свог џепа плати Андерсенове путне трошкове, уколико Андерсен не освоји награду. То је била великодушна понуда и Андерсен је кренуо на пут. На турниру Андерсен је победио Лионела Кизерицког, Јожева Сена, Стонтона и Мармадјука Вивила и на опште изненађење освојио турнир.
Андерсена су славили и због тога што је две партије добио захваљујући великом броју жртвованих фигура. У првој, која је названа Бесмртна партија, као бели против Кизерицког 1851, жртвовао је ловца, оба топа и коначно краљицу. У другој партији, која је играна у Берлину 1852, као бели против Жана Дефрана, укупан број жртава био је мањи, али је ипак остао без краљице и пиона. Ова партија је названа Евергрин партија.
Следећих неколико година многи су га сматрали првим играчем света, али пошто је морао да зарађује после такмичења враћао се својим предавањима. А онда га је 1858. победио амерички шахиста Пол Морфи у славном мечу одржаном у Паризу. Андерсен је победио у две партије, Морфи у седам, уз два ремија.
Андерсен је одиграо редак почетни потез 1. а3 у мечу с Морфијем, и ово отварање је постало познато као „Андерсеново отварање." Ово отварање никада није било популарно на озбиљним такмичењима.

## Лондон 1862.
Три године после пораза од Морфија, Андерсен се вратио и победио у Лондону 1862, на првом међународном турниру на коме је играо свако са сваким, резултатом од 12 победа из 13 партија, изгубивши само од Џона Овена.
Године 1866. играо је и тесно изгубио меч (6:8) са младим Виљемом Штајницом (30). Меч је увео неколико нових идеја на пољу стратегије шаха. Неколико модерних аутора кажу да је после меча Штајниц постао светски шампион, али сами играчи нису мислили тако, нити било ко други у то време. Касније је Андерсен изгубио и други меч са Штајницом.
Андерсен је био врло омиљен и поштен. Штајниц је писао: „Андерсен је био поштен и достојанствен до сржи. Без страха или користи отворено је износио своје мишљење, а његова искрена незаинтересованост постала је тако општепозната... да су његове речи обично биле довољне да угуше расправе... јер је врло често своје одлуке доносио у корист ривала...“

## Баден-Баден 1870.
Андерсеново највеће шаховско достигнуће дошло је у каснијим годинама, када је победио у Баден-Бадену 1870, на најјачем турниру икада одржаном до тада. Завршио је као први, испред свог старог ривала Штајница, и великих играча Нојмана и Блекбурна.
Још увек играјући снажно, Андерсенова последња велика победа била је кад је био други у Лајпцигу 1877, у педесет петој години. Две године касније је умро.
Немачке шаховске новине обележиле су његову смрт 1879. некрологом од деветнаест страна.